# Вільянуева-де-ла-Рейна
Вільянуева-де-ла-Рейна (ісп. Villanueva de la Reina) — муніципалітет в Іспанії, у складі автономної спільноти Андалусія, у провінції Хаен. Населення — 3403 особи (2010).
Муніципалітет розташований на відстані близько 270 км на південь від Мадрида, 28 км на північний захід від Хаена.
На території муніципалітету розташовані такі населені пункти: (дані про населення за 2010 рік)
- Ла-Кондеса: 54 особи
- Ла-Крухія: 25 осіб
- Ла-Кінтерія: 244 особи
- Рінкон-де-Сан-Ільдефонсо: 57 осіб
- Вільянуева-де-ла-Рейна: 3023 особи

## Демографія
Динаміка населення (INE ):

## Галерея зображень

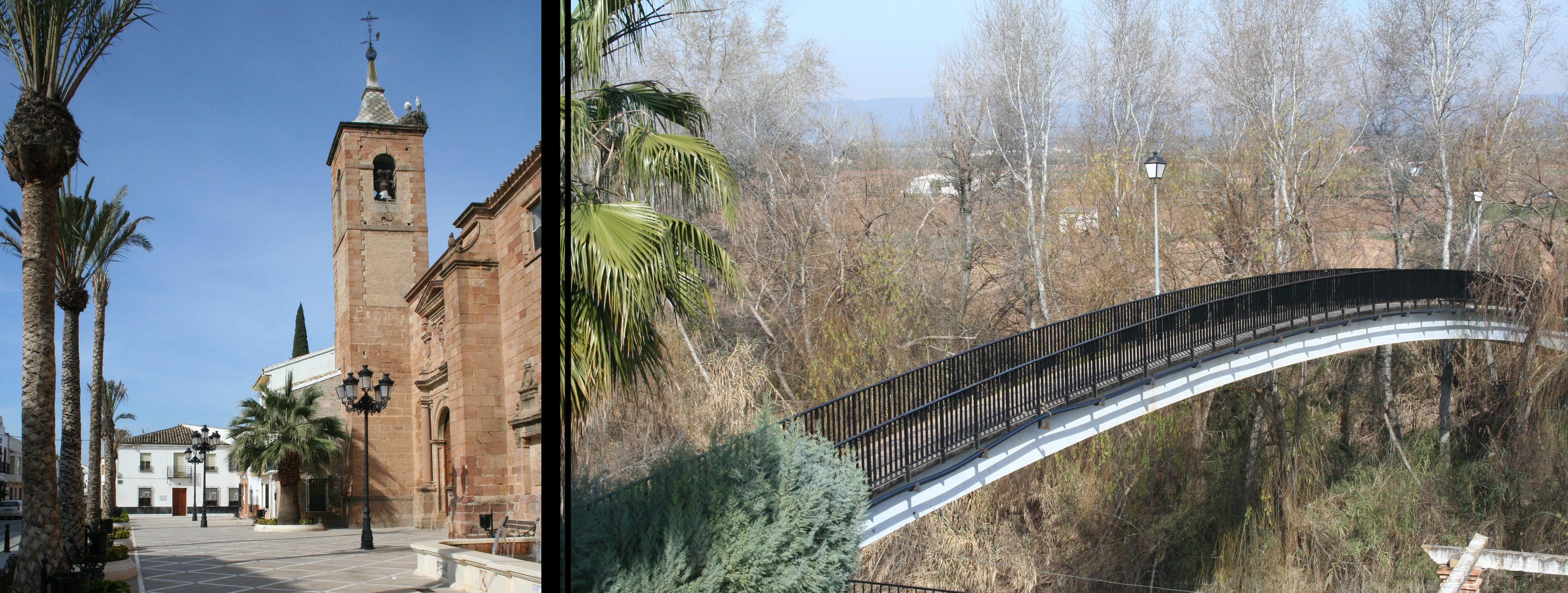
Церква і міст через Гвадалквівір, Вільянуева-де-ла-Рейна